# 切內里基線隧道

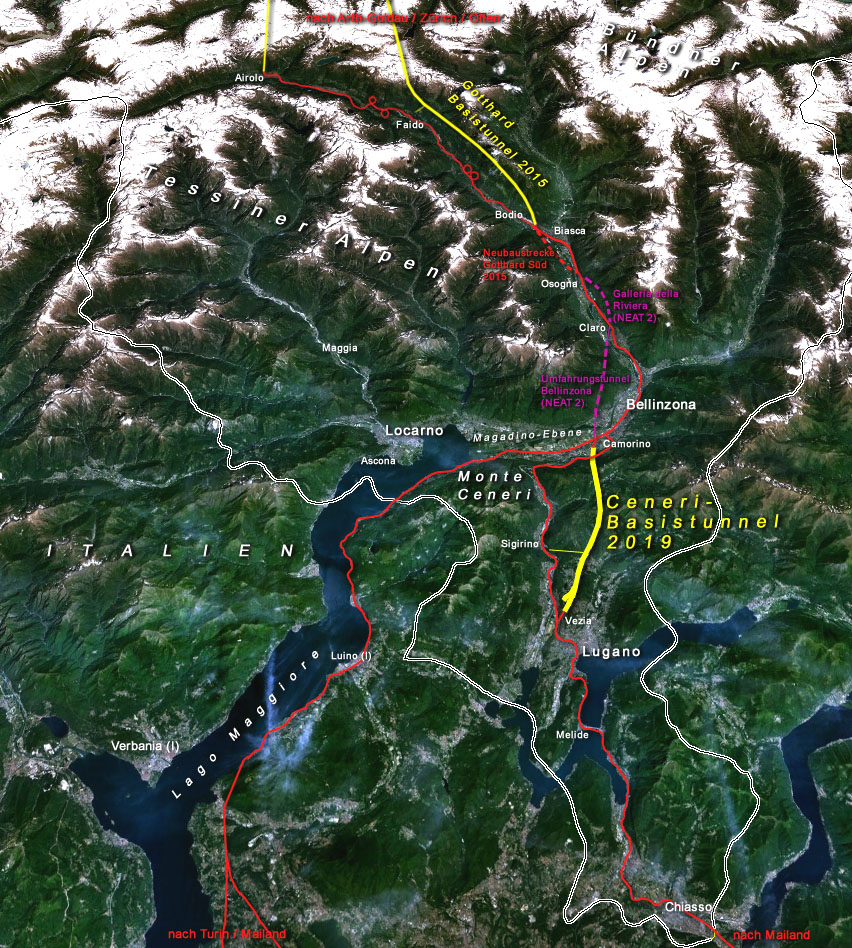
哥達與切內里基線隧道。

切內里基線隧道（Ceneri Base Tunnel, CBT），是瑞士提契諾州的鐵路基线隧道。它在馬加蒂諾平原（Magadino）的卡莫里諾和盧加諾附近的韋齊亞之間穿越切內里山，並繞過目前通過切內里山隧道（Monte Ceneri Rail Tunnel）的高海拔鐵路。隧道由兩條單線鐵路組成，每條隧道長15.4公里（9.6英里）。這是新阿尔卑斯横贯线（NRLA）計畫的另一部分。
1999年至2003年之間，曾經在西吉里諾附近開挖了一條勘探隧道，以獲取關於切內里基線隧道水平岩層的地質數據。根據這些數據，決定只用隧道掘進機（TBM）鑽挖一小部分，其餘部分用傳統的爆破方法挖掘。切內里基線隧道和聖哥達基線隧道都是根據瑞士聯邦政府的合約，由瑞士聖哥達運輸公司（Alptransit Gotthard AG）承攬。2006年3月開始建設两個單線鑽孔機。切內里基線隧道於2006年6月2日正式开工，西線和東線各自於2016年1月21日和2016年1月26日貫通。2020年9月4日，該隧道的鐵路服務正式啟用，並於同年12月開始貨運運營。
隧道竣工之後，成為了聖哥達基線隧道的重要南方支線，因為原本行經切內里山上的軌道因坡度過於陡峭而不適合高速鐵路或重型货运列车。另一條支線是沿著馬焦雷湖的卢伊诺線，意大利政府即將對這條鐵路進行升級，並有望通往聖哥達基線隧道。這兩個連接在未來的馬加蒂諾平原的卡莫里諾節點（義大利語：Nodo di Camorino）交會。切內里基線隧道將緩解當地的鐵路交通，主要是在兩個主要城市洛迦诺和盧加諾之間，也包括貝林佐納和盧加諾之間。從洛迦諾到盧加諾的城市快鐵（S-Bahn）預計將從50分鐘減少至22分鐘。